# وورورک
وورورک (انگلیسی: Vorwerk) شرکت خوشه‌ای آلمانی است، که در سال ۱۸۸۳ تأسیس شد.